# Manfred (Byron)

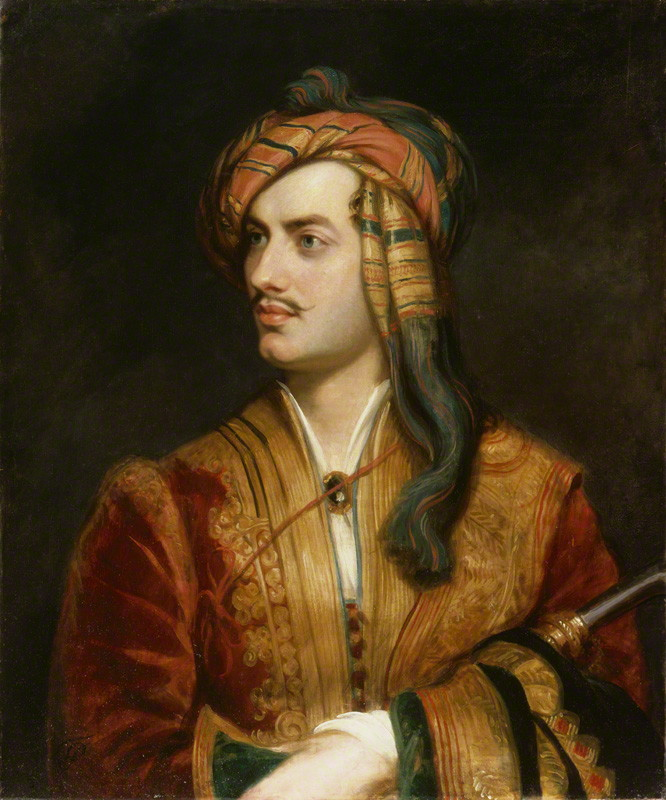
Lord Byron

Manfred: A dramatic poem, in Italia noto coi titoli Manfredi o Manfredo, è un closet drama in tre atti scritto da Lord Byron alla fine del 1816 e pubblicato nel 1817. L'autore lo definì un "poema drammatico", e lo chiamò "metafisico" in quanto tratta delle relazioni del cosmo.
Il dramma contiene elementi fantastici che ben si adattano alla popolarità che le storie di fantasmi avevano all'epoca.
Alcuni critici considerano Manfred come autobiografico o addirittura confessionale poiché  nel protagonista torturato dal senso di colpa per un crimine indicibile, rivedono l'autore nel periodo successivo al fallimento del suo matrimonio quando decise di dedicarsi alla composizione dell'opera.

## Storia editoriale
Nel 1848 Robert Schumann iniziò a comporre le musiche di scena per Manfred.
Nacque così una partitura con un'ouverture e 15 numeri suddivisi in 3 parti con 8 melologhi (dove cioè il testo è recitato su un accompagnamento musicale), 4 cori, 2 brani vocali ed un intermezzo strumentale.
Il compositore scriveva a Liszt:
La sola ouverture venne eseguita per la prima volta al Gewandhaus di Lipsia il 14 marzo 1852, poi fu Liszt a dirigere l'intero lavoro il 13 giugno successivo a Weimar.
Čajkovskij ne trasse una sinfonia nel 1885. Friedrich Nietzsche fu così ispirato dal poema, che rappresentava un essere sovrumano, da comporre una partitura per pianoforte nel 1872 basata su di esso, "Manfred Meditation". Nel 1973 Carmelo Bene ne fece una sua versione per il teatro.

## Trama

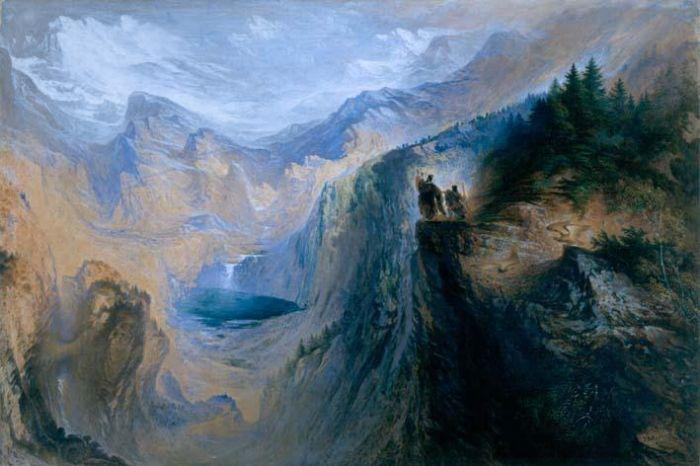
Ritratto del pellegrinaggio di Manfred, rappresentazione paesaggistica di John Martin (1837; Birmingham Museums Trust).

Manfred è un giovane nobile che vive nelle Alpi svizzere, internamente torturato dal senso di colpa che riguarda la morte dell'amata sorella Astarte.
Manfred usa la sua padronanza della lingua e degli incantesimi per evocare sette spiriti, ai quali chiede l'oblio. Gli spiriti, che governano le varie componenti del mondo corporeo, non sono in grado di controllare gli eventi del passato e non possono esaudire il desiderio di Manfred. Anche il destino gli impedisce di fuggire la sua colpa attraverso il suicidio. Il racconto prosegue con l'arrivo della Strega delle Alpi, che gli promette aiuto, a patto che diventi suo schiavo, ma il protagonista rifiuta.
Infine Manfred fa ritorno al suo castello, dove incontra l'abate di San Maurizio e, sfidando le tentazioni religiose della redenzione dal peccato, trova la pace eterna. In tutto il poema riesce a sfidare tutti i poteri autorevoli che ha di fronte e sceglie la morte piuttosto che sottomettersi ai potenti spiriti. Manfred rivolge le sue ultime parole all'abate, osservando: "Vecchio! Non è così difficile morire". "Individuo invincibile fino alla fine, Manfred non dà la sua anima né al paradiso né all'inferno, ma solo alla morte."

## Interpreti italiani
Il dramma di Byron ha avuto in Italia tre prestigiosi protagonisti: Enrico Maria Salerno nel dicembre del 1966 al Teatro dell'Opera di Roma con regia teatrale di Mauro Bolognini e direzione musicale di un giovane Claudio Abbado; Carmelo Bene, anche traduttore e regista dello spettacolo, nel maggio 1978 alla Scala di Milano e Glauco Mauri il 20 aprile 2023 al Teatro dell'Opera di Roma.

## Edizioni

### In italiano
- in  Cantiche di Silvio Pellico. Manfredo, versione in prosa, Milano, Guigoni, 1864.
- Manfredi, traduzione di Guido Ferrandi, Firenze, Sansoni, 1926.
- Manfredi, traduzione di Giorgio Manganelli, a cura di Luca Scarlini, Collezione di teatro n.377, Torino, Einaudi, 2000. [traduzione redatta per la rappresentazione teatrale nel 1966]
- Manfred, a cura di Diego Saglia, Collana Letteratura universale, Venezia, Marsilio, 2019, ISBN 978-88-297-0071-4.